# A Message from Mars (film fra 1921)
A Message from Mars er en amerikansk stumfilm fra 1921 af Maxwell Karger.

## Medvirkende
- Bert Lytell som Horace Parker
- Raye Dean som Minnie Talbot
- Maude Milton som Martha Parker
- Alphonse Ethier
- Gordon Ash som Arthur Dicey
- Leonard Mudie som Fred Jones
- Mary Louise Beaton som Mrs. Jones
- Frank Currier som Sir Edwards
- George Spink